# 499 (szám)
A 499 (római számmal: CDXCIX) egy természetes szám, prímszám.

## A szám a matematikában
A tízes számrendszerbeli 499-es a kettes számrendszerben 111110011, a nyolcas számrendszerben 763, a tizenhatos számrendszerben 1F3 alakban írható fel.
A 499 páratlan szám, prímszám. Pillai-prím. Normálalakban a 4,99 · 102 szorzattal írható fel.
A 499 négyzete 249 001, köbe 124 251 499, négyzetgyöke 22,33831, köbgyöke 7,93171, reciproka 0,002004. A 499 egység sugarú kör kerülete 3135,30947 egység, területe 782 259,71234 területegység; a 499 egység sugarú gömb térfogata 520 463 461,9 térfogategység.
A 499 helyen az Euler-függvény helyettesítési értéke 498, a Möbius-függvényé −1.